# Геппінген (район)
Район Геппінген (нім. Landkreis Göppingen) — район землі Баден-Вюртемберг, Німеччина. Район підпорядкований урядовому округу Штутгарт, входить до складу регіону Штутгарт (Stuttgart). Центром району є місто Геппінген. Населення становить 258 781 ос. (станом на 31 грудня 2020), площа  — 642,36 км². 

## Демографія
Густота населення в районі становить 393 чол./км².
| Рік             | Населення |
| --------------- | --------- |
| 31. грудня 1973 | 232.933   |
| 31. грудня 1975 | 229.117   |
| 31. грудня 1980 | 230.953   |
| 31. грудня 1985 | 229.399   |
| 27. травня 1987 | 231.284   |

| Рік             | Населення |
| --------------- | --------- |
| 31. грудня 1990 | 243.092   |
| 31. грудня 1995 | 255.203   |
| 31. грудня 2000 | 256.792   |
| 31. грудня 2005 | 257.783   |
| 31. грудня 2010 | 252.548   |

## Міста і громади
Район поділений на 9 міст, 29 громад.